# Ecnomus kimminsi
Ecnomus kimminsi är en nattsländeart som beskrevs av Scott 1963. Ecnomus kimminsi ingår i släktet Ecnomus och familjen trattnattsländor. Inga underarter finns listade i Catalogue of Life.